# Стрела (3-й сезон)
Третий сезон американского драматического телесериала «Стрела», основанного на комиксах издательства DC Comics о приключениях супергероя Зелёной Стрелы, борца с преступностью, созданного Мортом Вайсингером и Джорджем Паппом, транслировался на канале The CW с 8 октября 2014 года по 13 мая 2015 года, всего вышло 23 эпизода. Сезон сосредоточен на противостоянии команды Стрелы и Ра’са аль Гула, могущественного главы Лиги убийц. Во флэшбеках показаны жизнь Оливера в Гонконге, его миссии для организации А. Р. Г. У. С. и обучение способам добычи информации. В этом сезоне единственным шоураннером был Марк Гуггенхайм.
Сезон выходил по средам в 20:00 по EST на канале The CW, в среднем его посмотрело 3,52 миллиона зрителей и он получил смешанные отзывы критиков. Особо отрицательно были оценены романтическая составляющая сюжета, слишком явные отсылки к Бэтмену и персонаж Ра’са аль Гула, которого посчитали недостаточно прописанным. Лучшими эпизодами сезона были названы «Храбрый и смелый», являющийся частью первого ежегодного кроссовера со спин-оффом «Стрелы», телесериалом «Флэш», и «Подъём», в котором главный герой и главный антагонист впервые сталкиваются в открытом бою.
Третий сезон «Стрелы» также транслировался и в других странах. В Великобритании он выходил на канале Sky1, в Канаде — на канале CTV. Также он транслировался американским каналом Netflix и русским каналом Sony Sci-Fi. Сезон был выпущен на DVD (в виде набора из 5 дисков): в Регионе 1 — 22 сентября 2015 года, в Регионе 2 — 28 сентября 2015 года, в Регионе 4 — 23 сентября 2015 года. На Blu-Ray сезон вышел в виде набора из 4 дисков 22 сентября 2015 года (Регион A) и 28 сентября 2015 года (Регион B). Также третий сезон распространялся путём цифровой дистрибуции.

## О сериале
«Стрела́» (англ. Arrow) — американский приключенческо-супергеройский телесериал с элементами драмы, созданный Грегом Берланти, Марком Гуггенхаймом и Эндрю Крайсбергом. Сериал представляет собой совершенно новый взгляд на персонажа Зелёную стрелу, а также других персонажей комиксов издательства DC Comics. Несмотря на то, что в основном актёрском составе другого сериала канала The CW, «Тайны Смолвилля», уже появлялся похожий персонаж, создатели решили перезапустить историю с нуля, поэтому пригласили на главную роль другого актёра (Стивена Амелла). Они также сделали акцент на том, как повлияла на личность Оливера жизнь на острове. Практически в каждой серии имеются флэшбеки, в которых рассказывается о событиях тех пяти лет, в течение которых главный герой считался погибшим. В основном в центре сюжета находится бывший плейбой-миллиардер Оливер Куин, который, пробыв пять лет на острове, вернулся, чтобы стать мстителем в маске, борющимся с преступностью в своём родном городе при помощи лука и стрел.
11 мая 2012 года телеканал The CW заказал пилотный эпизод, премьера которого состоялась 10 октября 2012 года. 22 октября телеканал продлил «Стрелу» на полный сезон, состоящий из 23 эпизодов. В 2017 году планируется производство уже шестого сезона сериала. «Стрела» является первым телесериалом, который впоследствии стал частью единой телевизионной вселенной, наиболее известной как Вселенная Стрелы. Также частью Вселенной Стрелы являются «Флэш», «Легенды завтрашнего дня», «Виксен» и другие.

## Производство

### Кастинг
Сериал «Стрела» был продлён на третий сезон 12 февраля 2014 года. Большинство актёров основного состава, включая Стивена Амелла, Дэвида Рэмси, Эмили Бетт Рикардс, Кэти Кэссиди, Пола Блэкторна, Колтона Хэйнса и Уиллу Холланд, вернулись к своим ролям в третьем сезоне. После событий финала второго сезона персонаж Ману Беннета Слейд Уилсон оказался заперт в супертюрьме организации А. Р. Г. У. С., и актёр в результате покинул основной состав, однако впоследствии появился в гостевой роли в эпизоде «Возвращение». Кроме Ману Беннета в сериал в качестве гостя вновь вернулся актёр Колин Доннел, который появился в эпизоде «Сара» в роли своего персонажа, Томми Мерлина. Кейти Лотц была задействована в трёх эпизодах третьего сезона, в одном из которых рассказывалась история её присоединения к Лиге убийц и знакомства с Ниссой аль Гул. Кроме того, в третьем сезоне периодически возвращались Синтия Аддай-Робинсон, Одри Мари Андерсон и Катрина Ло, а также Селина Жаде, которая в предыдущих сезонах исполняла роль Шадо, а в данном вернулась в качестве её сестры-близнеца, Мэй.
В связи со смертью Мойры Куин в двадцатом эпизоде второго сезона («В ярости») проект покинула Сюзанна Томпсон. Основной причиной решения «убить» персонажа создатели назвали её характер, стремление хранить различного рода тайны, из-за чего её отношения с остальными персонажами представляли собой череду ссор и примирений — это могло создать впечатление, что «Стрела» «становилась мыльной оперой». По мнению самой актрисы «сценаристы… не хотели слишком большого количества побочных сюжетных линий… Чтобы Мойра была полновесным персонажем, её побочную линию пришлось бы действительно развивать. Ей бы нужно было дать мир. Она слишком большая фигура, чтобы не дать ей мир, в котором она будет не только матерью Оливера, волнующейся за него». Сюзанна Томпсон на время вернулась в шоу во время съёмок тринадцатого эпизода, чтобы записать сообщение на автоответчике, которое слышит Оливер, когда звонит домой из Гонконга.

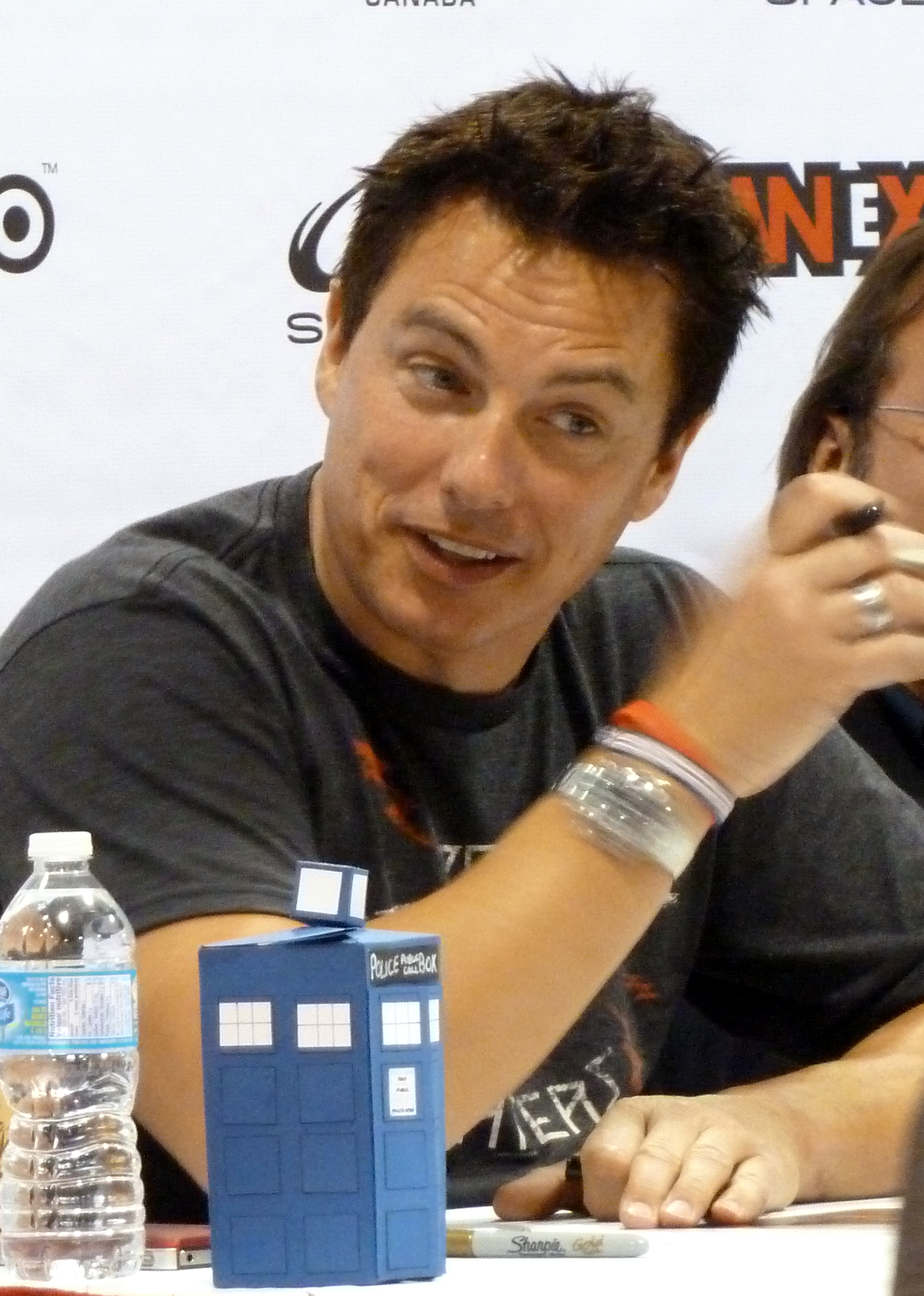
Джон Барроумэн был повышен до актёра основного состава

15 мая 2014 года, на следующий день после выхода эпизода «Немыслимое», было подтверждено, что Джон Барроумэн, сыгравший в сериале Малкольма Мерлина, повышен до актёра основного состава. Так как в финале второго сезона можно заметить Тею, уезжающую с Малкольмом Мерлином в неизвестном направлении, многие связывали его роль в третьем сезоне именно с сюжетной линией Теи. По словам Барроумэна, «он будет учить её быть сильным человеком, быть циничной стервой. Она уже сильная личность, но ей нужно быть сильнее». Также, на взгляд актёра, Малкольм «отчаянно нуждается в семье, которую потерял. Он зациклен на контроле, поэтому ему отчаянно нужно контролировать и это… Малкольм эгоистичен. Я не думаю, что Малкольм отдаст жизнь за идею». Также поклонники высказывали предположение, что Малкольм Мерлин может стать главным антагонистом третьего сезона — в преддверии второго сезона подобным образом повысили до одного из основных персонажей Слейда Уилсона в исполнении Ману Беннета, который оказался главным злодеем во втором сезоне. В пользу последней теории приводился тот факт, что Мерлин фактически единственный, кто победил Оливера, воплотив в жизнь план разрушения Глейдс несмотря на все усилия героя.
Через месяц после повышения Барроумэна канал The CW объявил о том, что в третьем сезоне появятся 4 новых персонажа, которых условно назвали Дэниэлом, Сетом, Тоши и Акико. Дэниэл и Сет, согласно планам создателей, должны были появиться в Старлинг-сити настоящего, в то время как Тоши и Акико стали персонажами флэшбеков. Дэниэла описали как «красивого, загадочного» человека, «очень умного предпринимателя, разрабатывающего технологии будущего». Также было раскрыто, что одновременно с публичным образом у него будет тайное и трагическое прошлое, которое со временем превратит его в супергероя благодаря технологическим новшествам. Кроме того, он должен был стать конкурентом Оливера как в личной, так и профессиональной сферах, из-за чего высказывалось предположение, что он, как и Малкольм Мерлин, может стать главным антагонистом сезона. Предполагалось, что данным персонажем станет Тед Корд, супергерой комиксов, также известный как Синий жук, однако впоследствии выяснилось, что под псевдонимом «Дэниэл» скрывался Рэй Палмер, он же Атом, роль которого получил известный по фильму «Возвращение Супермена» актёр Брэндон Рут.
О Сете было известно лишь то, что он «хорошо образованный преступник с большими амбициями и познаниями в химии» и «получает власть над своими врагами, подвергая действию препарата, лишающего их воли». В июле стало известно, что под этим именем скрывается Вернер Зайтл, преемник персонажа Графа Вертиго. Зайтл возглавил торговлю видоизменённым наркотиком «Вертиго» после смерти Графа. На роль нового Графа Вертиго было решено взять актёра Питера Стормаре. Тоши и Акико позиционировались как супружеская пара, муж и жена, которые станут поручителями и наставниками Оливера в Гонконге. Также они имеют некоторое отношение к организации А. Р. Г. У. С., обладают навыками в области боевых искусств, а Тоши ещё и опытен в обращении с оружием и способах получения информации. Позднее было сообщено, что Акико сыграет актриса Девон Аоки, а настоящее имя персонажа — Татсу Ямаширо / Катана. Однако в августе по неуказанным причинам вместо Аоки на ту же роль взяли известную по фильму «Росомаха: Бессмертный» актрису Рилу Фукусиму. На роль мужа Татсу пригласили Карла Юна.
В конце июля 2014 года было объявлено, что противником Оливера Куина в третьем сезоне станет Ра’с аль Гул. Об этом было объявлено на Международном Комик-Коне в Сан-Диего 2014 года во время предварительного показа пилотных эпизодов телесериалов «Готэм», «Флэш» и «Константин», а также премьерной серии третьего сезона «Стрелы». Там же Стивен Амелл продемонстрировал расширенный трейлер к третьему сезону, в котором в конце была добавлена сцена, показывающая человека в богато украшенной зелёной мантии и с мечом на поясе, а фоном различные персонажи описывали какую угрозу может представлять Ра’с аль Гул для Стрелы лично и Старлинг-сити в целом. Верхняя часть фигуры Ра’са аль Гула в трейлере показана не была, поскольку на тот момент актёра на эту роль ещё не утвердили. Марк Гуггенхайм сказал о персонаже следующее: «Он сильная фигура, особенно в том смысле, в каком это обычно бывает в комиксах. Мы не хотим выдоить его досуха и использовать как разменную монету. Мы не просто даём вам первое представление о Ра’се, мы всё время говорим о нём, упоминаем его имя». В начале сентября было официально подтверждено, что главу Лиги убийц сыграет Мэтт Нэйбл.
Одновременно с Ра’сом аль Гулом Амелл представил ещё одного повторяющегося персонажа — Теда Гранта, также известного под именем Дикий кот. Было подтверждено, что Грант неким образом будет связан с Лорел Лэнс, возможно, даже завяжет с ней роман. Через несколько дней стало известно, что эту роль получил Джей Ар Рамирес. По словам актёра, «у Теда в мире комиксов богатое прошлое. Он — человек, который много чего в жизни пережил. Он повидал много тьмы и много борьбы… Он открыл спортзал, чтобы помочь детям и убрать их с улиц. Он по-настоящему добрый человек, каким бы крутым он ни выглядел внешне. Прямо сейчас он рад, что Лорел появилась, чтобы с ним работать». В начале августа 2014 года к актёрскому составу присоединилась Шарлотта Росс, которую утвердили на роль Донны Смоук — матери Фелисити, а в октябре 2014 года — Винни Джонс, который сыграл в третьем сезоне главаря банды Дэнни Брикуэлла (Кирпича).

### Сценарий
С финалом второго сезона сериала, по словам Марка Гуггенхайма, оставшегося единственным шоураннером в третьем сезоне, в истории «Стрелы» завершилась некая глава. В результате съёмочная группа стремилась сделать новый сезон с расчётом не только на давних поклонников «Стрелы», но и на новых зрителей. Атмосфера стала более мрачной, но в то же время более легкомысленной, персонажи получили возможность шутить, а также появилось место для эмоциональных сцен, к которым ранее отнеслись бы более критически (например, ситуация с отцовством Диггла). Однако прежде всего в основу сезона легли такие темы, как самоопределение (у главного героя появилась «возможность… быть и Оливером Куином, и Стрелой»), а также преданность и лояльность — создатели заставили своих героев решать, на чьей те стороне. Частью этого процесса осмысления моральных и философских понятий стал тот факт, что Рой, войдя в команду Стрелы, в то же время начинает ставить под сомнение законность того, что они делают. Кроме того, сезон сохраняет структуру эпизодов, в них по-прежнему встречаются флэшбеки, которые демонстрируют ещё одну основную сюжетную линию — Оливер с острова переезжает в Гонконг, где начинает работать на организацию А. Р. Г. У. С., обучаясь искусству боя и способам получения информации
У продюсеров был чёткий план на весь сезон, и его первую половину они решили начать с эпизода, в котором погибает Сара Лэнс, а закончить — битвой между Оливером и Ра’сом аль Гулом, которую Куин проигрывает. Решение убить Сару было принято после того, как создатели пришли к выводу, что её смерть окажет огромное влияние на многих персонажей, «создаст тайну, которая будет вести нас в течение… по крайней мере первой половины года», а также пошлёт Лорел по пути, «которым она не шла никогда прежде». Кроме того, в первых эпизодах сезона, несмотря на то, что Уилла Холланд осталась в основном составе, не появляется Тея Куин — как объяснил Гуггенхайм, они не хотели «складывать яйца в одну корзину», а также использовали это как «одну из загадок».
Персонаж Рэя Палмера был введён помимо прочего потому, что продюсеры хотели «встряхнуть» сериал, привнести в него долю юмора, создать напарника для Фелисити (так как «для шутливых перепалок нужны двое»). Гуггенхайм также практически сразу предупредил поклонников, что авторы не собираются, по крайней мере в «Стреле», наделять Рэя Палмера способностью уменьшаться в размерах, которой обладал его прототип из комиксов. Персонажа Малкольма Мерлина было предложено не делать типичным злодеем. По словам Гуггенхайма у Малкольма «ясно обозначенный кодекс чести». Также это означало, что он не раскроет Тее тайну личности Стрелы, так как это «тайна Оливера». Кроме того, создатели не хотели повторять то, что уже было использовано в случае с Мойрой Куин — определённый персонаж знает тайну личности Стрелы, о чём сам Стрела не догадывается. Эпизод, в котором Рой подозревает, что в его организме остался Миракуру, создавался как отсылка к наркотической зависимости, которой Рой Харпер страдал в комиксах. Конфликт Теда Гранта и Стрелы в серии «Виновен» был добавлен, чтобы показать поклонникам, что может случиться с главным героем в будущем
В эпизоде «Тайна происхождения Фелисити Смоук» вместо обычных флэшбеков, в которых Оливер тренируется в Гонконге, использовались флэшбеки, показывающие прошлое Фелисити. Отчасти это было сделано для того, чтобы впоследствии, когда история пятилетнего отсутствия Оливера будет рассказана, поклонники сериала могли узнавать из подобных флэшбеков прошлое других персонажей. Подобные флэшбеки также были использованы в эпизодах «Восстание» и «Самоубийственные тенденции», чтобы показать прошлое Мерлина и Дедшота соответственно.
Сюжетная линия, согласно которой Тея убивает Сару под действием растения, была использована прежде всего как часть основного конфликта, приведшего к событиям эпизода «Подъём». Битва с Ра’сом аль Гулом в этом эпизоде была запланирована с самого начала, и поскольку Оливер должен был её проиграть, выбор оружия пал на мечи, которыми Стрела предположительно владеет хуже, чем Ра’с. По словам Амелла, создатели отказались от использования Ямы Лазаря для исцеления Оливера. Также было раскрыто, что три эпизода, с которых началась вторая половина сезона, были введены специально, чтобы показать то, что будет со Старлинг-сити в случае, если у города не будет Стрелы.
С целью грамотно вывести Хэйнса, у которого истёк срок действия контракта, из проекта, была написана сцена, в которой он притворяется Стрелой перед полицией и после вынужден покинуть Старлинг-сити. Продюсеры не стали убивать его персонажа, поскольку в их планы входило возвращение его в будущем на несколько эпизодов. Кроме того, такой шаг по сценарию обострил отношения между Оливером и Лэнсом. Последний, всё ещё считая Куина Стрелой, поклялся доказать, что Рой — самозванец. Позднее персонажа вернули на некоторое время, чтобы «поставить точку в любовном романе длиной в три сезона», дав ему и Тее «попрощаться».
Ситуации с отцовством и свадьбой Диггла были добавлены, чтобы ввести в сюжет эмоциональную разрядку. Сезон также содержал две постельные сцены с участием Фелисити. Бурный роман с Рэем Палмером предложил исполнительный продюсер Эндрю Крайсберг, который не хотел, чтобы Фелисити долго ждала Оливера. По мнению Амелла, «у Фелисити всё ещё имеются сильные чувства к Оливеру… но она должна рассматривать и другие варианты». Постельная сцена в конце эпизода 19 была добавлена из-за намерения съёмочной группы показать полноценные отношения между Оливером и Фелисити до финала сезона. Кроме того, создатели хотели рассмотреть ситуацию, в которой команда Стрелы окажется без Оливера, но не вследствие его смерти (настоящей или предполагаемой, как в эпизоде 10). В результате было предложено сделать Оливера злодеем недели. Тем не менее, создатели не хотели повышать уровень преступности в Старлинг-сити, поскольку это было уже использовано в конфликте с Брикуэллом. Вместо этого они создали новую команду, состоящую из Лорел, Диггла и Фелисити, каждый из которых воспринимает то, что произошло с Оливером, по-своему.
В финальном эпизоде, чтобы ответить на некоторые вопросы, было решено сделать небольшое камео Барри Аллена. Как объяснил Гуггенхайм, это должно было прежде всего объяснить, почему команда Стрелы не связывается с Флэшем, чтобы он помог им в особо трудных ситуациях. Также шоураннер раскрыл, что на финал была запланирована смерть одного из значимых персонажей, при этом только одна. Впоследствии выяснилось, что умереть должен был главный злодей сезона, Ра’c аль Гул.

### Съёмки и подготовка актёров
Одним из постоянных режиссёров в этом сезоне стал Глен Уинтер, ранее занимавшийся спецэффектами, его стиль был назван Крайсбергом «вдыхающим новую жизнь», «новым взглядом на сериал», «почти что сказочным». Основные съёмки сезона проходили в Ванкувере и его окрестностях. Съёмочный процесс начался 9 июля. 11 июля днём съёмки проходили возле стадиона «Би-Си Плэйс», где была снята сцена пресс-конференции Полицейского департамента Старлинг-сити, вечером съёмочная группа переместилась на крыши в районе Плазы Наций. В качестве места съёмок довольно часто использовалось здание Buller Studio.
В третьем сезоне место действия флэшбеков переместилось с острова в Гонконг, но все сцены флэшбеков тоже снимались в Ванкувере. По словам Крайсберга, «к счастью, у Ванкувера и Гонконга много общего. Они оба относительно новые города. У обоих есть береговая линия — поэтому, используя некоторые интересные оптические трюки, [мы можем создать Гонконг]». Улица, по которой Оливер сбегает от Масео Ямаширо в эпизоде «Затишье», была воссоздана в переулке возле металлургического завода Terminal City Iron Works (здание этого завода обычно использовалось как фасад клуба Verdant). Съёмки сцены из эпизода «Отложи свой лук», в которой Оливер и Татсу спасают Масео и Акико в порту Гонконга, велись на территории музея Rogers Sugar Mill, доки Гонконга были воссозданы на верфи судостроительной компании Allied Shipbuilders . Кроме того, съёмки гонконгских сцен велись в гостинице Fairmont Pacific Rim, ночном клубе Aura, на территории Китайского сада доктора Сун Ят-Сена и в некоторых других местах.
Как рассказал актёр Джей Ар Рамирес, который играет роль Теда Гранта (он же Дикий кот), у него уже были навыки в боевых искусствах, он владел карате, тхэквондо, а в школьные годы занимался боксом. В целях практики актёр занимался со своим другом, чтобы быть готовым к роли. Для обучения Эми Гаменик, появившейся в нескольких сериях как Купидон, стрельбе из лука съёмочной группой был приглашён специальный эксперт. В третьем сезоне Малкольм обучает Тею основам боя. По словам постановщика трюков Джеймса Бэмфорда, Малкольм — очень строгий учитель, его уроки «сродни военной подготовке». Постановщик трюков разработал боевой стиль Теи, как и для других персонажей, задавая вопросы «Как они учились?», «Кто их обучал?», «С кем они тренировались?», «Какие у них навыки?». Помимо этого он включил в технику боя индивидуальные черты персонажа. Созданный им стиль Теи в большей степени основан на фехтовании мечом, а из-за небольшого роста она, в отличие от Стрелы, чаще использует удары ногами, а не кулаками. Согласно сюжету третьего эпизода Тея практикуется в этой технике боя в доме Малкольма на Корто Мальтезе — в его качестве был снят особняк Каса Мия в Ванкувере.
На съёмках серии «Тайна происхождения Фелисити Смоук» для демонстрации образа Фелисити-гота, Эмили Бетт Рикардс вынуждена была носить чёрный парик. Как рассказала актриса, он был «колючим, тяжёлым, жарким» и «жутко неудобным». По её словам, этот образ настолько отличен от той Фелисити Смоук, которую она обычно играет, что партнёры по съёмочной площадке не всегда узнавали её. Сцена сражения Оливера и Ра’с аль Гула из серии «Подъём» снималась на горе́ Граус-Маунтин в черте Ванкувера при минусовой температуре. Для того, чтобы правильно выполнить все движения, Стивен Амелл прошёл двухнедельную подготовку и пять или шесть раз отрабатывал их с постановщиком трюков, Нэйблом, исполнявшим аль Гула, и его дублёром. Тем не менее Бэмфорд периодически консультировал Амелла и Нэйбла (а также дублёра последнего, когда он использовался). Как вспоминал Амелл, несмотря на все предосторожности, актёры получили несколько довольно серьёзных травм: «Мечи, даже если мы не использем очень острый металл, непременно прокалывающий кожу, даже в этом случае, если промахнуться, будет по-настоящему больно… У меня был след от ботинка на моём предплечье, потому что меня пинают в предплечье, а единственно возможным способом сделать это было по-настоящему пнуть меня… Я должен был быть готов убрать руку, но я думаю, что просто неправильно поймал удар и принял на себя всю его силу».
Последний эпизод сериала снимался с 8 по 18 апреля. Его кульминация — финальная битва Стрелы и Ра’са аль Гула — снималась на дамбе Кливленда

### Дизайн костюмов
Третий сезон продемонстрировал зрителю несколько новых костюмов, дизайном которых занимались художник по костюмам Майя Мани и концепт-художник Энди Пун. Костюм Арсенала, как и в случае костюма Стрелы, был кожаным со вставками из свободно растягивающихся материалов, однако имел существенные отличия: прежде всего, была добавлена особая шнуровка на предплечьях и груди, способствующая свободе движений, а древко лука включало характерный приклад. В конце сезона этот костюм надевает Тея, для чего дизайн пришлось изменить под «миниатюрную» фигуру Уиллы Холланд, сделав костюм более женским
По словам Майи Мани, костюм Чёрной канарейки является видоизменённым вариантом костюма, который носила Кейти Лотц в качестве Канарейки. Были добавлены сетчатые перчатки, как намёк на канонические сетчатые чулки из комиксов, а дизайн в целом был пересмотрен таким образом, что «если бы у Лорел не было маски и кобуры, то она могла бы быть просто девушкой, идущей по улице». Костюм Атома долгое время существовал лишь в виде концепт-артов, согласно которым он был совершенно отличным от костюма, фигурирующего в комиксах. Так как предполагалось, что персонаж Рэя Палмера рано или поздно станет «супергероем, чьи возможности обеспечивает техника», существовал риск, что он окажется слишком схож с другим персонажем комиксов — Железным человеком. В результате, чтобы создать «собственный образ», был применён ряд уловок, в числе которых, помимо прочего, было полноценное создание частей костюма, которые в случае Железного человека были сделаны с применением компьютерной графики. В результате костюм Атома стал частью сюжета только после того, как был завершён.

## В ролях
| - Стивен Амелл в роли Оливера Куина / Стрелы - Кэти Кэссиди в роли Лорел Лэнс / Чёрной канарейки - Дэвид Рэмси в роли Джона Диггла - Уилла Холланд в роли Теи Куин - Пол Блэкторн в роли Квентин Лэнс - Эмили Бетт Рикардс в роли Фелисити Смоук - Колтон Хэйнс в роли Роя Харпера / Арсенала - Джон Барроумэн в роли Малкольма Мерлина / Тёмного лучника - Грант Гастин в роли Барри Аллена / Флэша - Карлос Вальдес в роли Циско Рамона - Даниэль Панабэйкер в роли Кейтлин Сноу | - Шарлотта Росс в роли Донны Смоук - Винни Джонс в роли Дэнни Брикуэлла / Кирпича - Карл Юн в роли Масео Ямаширо / Сараба - Мэтью Нэйбл в роли Ра’с аль Гула - Катрина Ло в роли Ниссы аль Гул - Брэндон Рут в роли Рэя Палмера / Атома - Рила Фукусима в роли Татсу Ямаширо - Джей Ар Рамирес в роли Теда Гранта / Дикого кота - Юджин Бирд в роли Энди Диггла |

### Гости
| - Брэндон Номура в роли Акио Ямаширо - Синтия Аддай-Робинсон в роли Аманды Уоллер - Петер Стормаре в роли Вернера Зайтла / Вертиго - Даг Джонс в роли Джейка Симмонса / Дезболта - Ник Тарабей в роли Диггера Харкнесса / Капитана Бумеранга - Стивен Калп в роли сенатора Крэя - Нолан Фанк в роли Купера Сэлдона - Эми Гаменик в роли Кэрри Каттер / Купидона - Одри Мари Андерсон в роли Лайлы Майклс / Прорицательницы - Дэвид Кабитт в роли Марка Шоу / Охотника на людей | - Эдриан Глинн Маккорран в роли Михаэля Амара / Шёпота - Селина Жаде в роли Мэй - Марк Сингер в роли генерала Мэтью Шрива - Мэтт Уорд в роли Саймона Лакруа / Комодо - Кейти Лотц в роли Сары Лэнс / Канарейки - Колин Доннел в роли Томми Мерлина - Остин Батлер в роли Чейза - Келли Ху в роли Чин На Вей / Чайны Уайт |

## Эпизоды
| № общий | № в сезоне | Название                                                                   | Режиссёр        | Автор сценария                                                                      | Дата премьеры   | Произв. код | Зрители в США (млн) |
| --- | ---------- | -------------------------------------------------------------------------- | --------------- | ----------------------------------------------------------------------------------- | --------------- | ----------- | ------------------- |
| 47 | 1          | «The Calm» «Затишье»                                                       | Глен Уинтер     | Сюжет: Грег Берланти и Эндрю Крайсберг Телесценарий: Марк Гуггенхайм & Джейк Кобурн | 8 октября 2014  | 3J5151      | 2,83                |
| Команда Стрелы снова спасает город и теперь Рой является полноправным членом команды. Фелисити пытается работать в магазине… И помочь Оливеру вернуть свою компанию, но у них появляется конкурент. На улицах Старлинг-сити вновь началась торговля наркотиком «Вертиго». Также, по неизвестной причине, в город вернулась Сара. Оливер вспоминает детали своего прошлого, в котором Аманда Уоллер привезла Куина в Гонконг и заставила работать на себя. У Джона Диггла и Лайлы Майклз рождается девочка. А позже Оливеру звонит проснувшийся Барри Аллен,и требует некий совет. В конце серии неизвестный человек убивает Сару,пронзив её тремя стрелами. С этого момента и начинают развиваться основные события 3 сезона сериала. |            |                                                                            |                 |                                                                                     |                 |             |                     |
| 48 | 2          | «Sara» «Сара»                                                              | Венди Станцлер  | Джейк Кобурн и Кето Шимидзу                                                         | 15 октября 2014 | 3J5152      | 2,32                |
| В городе появился опасный наёмник-лучник Саймон Лакруа по прозвищу Комодо, которого Оливер подозревает в убийстве Сары. Оливер очень беспокоится за Тею, от которой нет никаких вестей уже 6 месяцев. Во флэшбеках Оливер получает задание на убийство от Аманды Уоллер. Целью оказывается Томми Мерлин. В конце нам показывают уже натренированную Тею на Корто-Мальтезе. |            |                                                                            |                 |                                                                                     |                 |             |                     |
| 49 | 3          | «Corto Maltese» «Корто Мальтезе»                                           | Стивен Суржик   | Эрик Олесон и Бет Шварц                                                             | 22 октября 2014 | 3J5153      | 2,55                |
| Оливер отправляется на остров Корто Мальтезе, чтобы найти Тею. Тем временем Диггл узнает о пропаже данных о агентах А.Р.Г.У.С.а. Лорел допрашивает в боксёрском клубе человека по имени Тед Грант. Оливер, Рой и Джон отправляются на Корто Мальтезе, помимо Теи они встречают там некого американца, который знает куда пропали данные о агентах А.Р.Г.У.С.а. Однако оказывается, что это он сам все подстроил и намеревается отдать данные местным наркоторговцам. Когда Рой, Джон и Оливер приходят арестовать его, на место приезжает местная армия, которую купил тот самый американец, и атакует команду стрелы. Все же тем удается обезвредить американца, а Тея возвращается в Стар Сити. |            |                                                                            |                 |                                                                                     |                 |             |                     |
| 50 | 4          | «The Magician» «Фокусник»                                                  | Джон Беринг     | Венди Мерикл и Марк Гуггенхайм                                                      | 29 октября 2014 | 3J5154      | 2,49                |
| После появления Ниссы выясняется, что Сара проводила расследование, целью которого было найти Малкольма Мерлина. Они обнаруживают в сапоге Сары улику, благодаря которой находят Тёмного лучника. Оливер не хочет убивать Малкольма, но Нисса настаивает на его смерти. Во флэшбеках Оливер узнает, что попытка Файерса на Лиан Ю сбить самолет была ничем иным, как очередным заданием Аманды Уоллер. |            |                                                                            |                 |                                                                                     |                 |             |                     |
| 51 | 5          | «The Secret Origin of Felicity Smoak» «Тайна происхождения Фелисити Смоук» | Майкл Шульц     | Бен Соколовски и Брайан Форд Салливан                                               | 5 ноября 2014   | 3J5155      | 2,73                |
| Внезапно во всём Старлинг-сити отключается электричество и пропадают деньги со всех счетов в банках города. Выясняется, что всё это было проделано с помощью некоего компьютерного вируса, который когда-то написала Фелисити… |            |                                                                            |                 |                                                                                     |                 |             |                     |
| 52 | 6          | «Guilty» «Виновен»                                                         | Питер Лето      | Эрик Олесон и Кето Шимидзу                                                          | 12 ноября 2014  | 3J5156      | 2,60                |
| В Старлинг-сити происходит серия убийств. Все улики указывают на Теда Гранта — тренера Лорел. Рою снятся кошмары, в которых он убивает Сару. Во флэшбеках Оливер узнаёт имя человека, с помощью которого он сможет выйти на Чайну Уайт. |            |                                                                            |                 |                                                                                     |                 |             |                     |
| 53 | 7          | «Draw Back Your Bow» «Отложи свой лук»                                     | Роб Харди       | Венди Мерикл и Бет Шварц                                                            | 19 ноября 2014  | 3J5157      | 2,64                |
| В городе появляется лучница Кэрри Каттер по кличке Купидон. Её главная цель — привлечь внимание Стрелы (чего она добивается, совершая несколько преступлений) и сделать его своим любовником. Во флэшбеках Оливер занят поисками своего пропавшего напарника, Масео. |            |                                                                            |                 |                                                                                     |                 |             |                     |
| 54 | 8          | «The Brave and the Bold» «Отважный и смелый»                               | Джесси Варн     | Сюжет: Грег Берланти и Эндрю Крайсберг Телесценарий: Марк Гуггенхайм и Грейн Годфри | 3 декабря 2014  | 3J5158      | 3,92                |
| Вторая часть первого ежегодного кроссовера с телесериалом «Флэш» (о первой смотри здесь). Команда Стрелы охотится за австралийским наёмником и бывшим членом Отряда Самоубийц Диггером Харкнессом, использующим для убийства хитро сделанные острые бумеранги. Сам Харкнесс, в свою очередь, охотится за Лайлой (сотрудницей А. Р. Г. У. С.а и девушкой Диггла) за то, что та попыталась устранить Харкнесса, когда тот ещё служил в Отряде. В этом деле Оливеру помогают Барри Аллен, он же супергерой Флэш, и его команда, приехавшие из Централ-Сити. Во флэшбеках Аманда Уоллер учит Оливера проводить допросы. |            |                                                                            |                 |                                                                                     |                 |             |                     |
| 55 | 9          | «The Climb» «Подъём»                                                       | Тор Фройдентал  | Джейк Кобурн и Кето Шимидзу                                                         | 10 декабря 2014 | 3J5159      | 3,06                |
| В Старлинг-сити появляется отряд воинов из Лиги убийц, возглавляемый Ниссой и Масео, которого теперь называют Сарабом, и прибывший в город по приказу самого Ра’са аль Гула. Они предъявляют Оливеру ультиматум — если Куин не найдёт и не приведёт настоящего убийцу Сары за 48 часов, Лига начнёт убивать жителей Старлинг-Сити. Узнав, кто на самом деле является убийцей Сары, Оливер решает встретиться с Ра’сом аль Гулом лично. Во флэшбеках Оливер и Масео, допросив одного из подчинённых Чайны Уайт, узнают, что она охотится за неким супервирусом «Омега», способным за считанные часы убить целый город. Сама Чайна Уайт, узнав о допросе, заявляется в дом Масео и похищает его жену Татсу. |            |                                                                            |                 |                                                                                     |                 |             |                     |
| 56 | 10         | «Left Behind» «Оставленное позади»                                         | Глен Уинтер     | Марк Гуггенхайм и Эрик Олесон                                                       | 21 января 2015  | 3J5160      | 3,06                |
| В отсутствие Оливера, Рой, Джон и Фелисити противостоят банде Дэнни Брикуэлла по прозвищу Кирпич, целью которого является захват бедного района Старлинг-сити — Глэйдс. В логове Стрелы появляется Малкольм Мерлин и говорит команде, что Оливер мертв, показывая окровавленный меч, которым Оливера пронзил Ра'с аль Гул. Фелисити решает покинуть команду, считая, что без Оливера в ней нет смысла. В конце серии почти мёртвого Оливера спасают Сараб и Татсу. Во флэшбеках Аманда Уоллер говорит Оливеру и Масео, что «Омега» сам по себе безопасен и становится супервирусом лишь при смешивании с ещё одним компонентом — «Альфой», и поручает напарникам добыть его. При выполнении задания им приходится столкнуться с отрядом Триад. Оливер добывает «Альфу», а также вешает жучок на последнего выжившего члена отряда Триад, чтобы выяснить местоположение Татсу. |            |                                                                            |                 |                                                                                     |                 |             |                     |
| 57 | 11         | «Midnight City» «Полуночный город»                                         | Ник Копус       | Венди Мерикл и Бен Соколовски                                                       | 28 января 2015  | 3J5161      | 2,91                |
| Лорел перевоплощается в Чёрную канарейку, чтобы заменить свою сестру Сару, но сказывается недостаток боевого опыта. Рой и Джон пытаются убедить её оставить это дело. Кирпич похищает троих членов городского совета Старлинг-сити и требует за их возвращение, чтобы все полицейские покинули Глэйдс. При попытке спасти членов городского совета Рой и Лорел терпят неудачу и Кирпич убивает одного из заложников. После разговора с Лорел, Фелисити решает вернуться в команду. Вместе с ней, команда предпринимает вторую попытку спасти заложников, и на этот раз им удается это сделать. Малкольм Мерлин пытается убедить Тею уехать из Старлинг-сити из-за нависающей опасности, исходящей от Лиги убийц. В это время, в доме Татсу, Оливер лечится после ранения, нанесённого ему Ра'сом. Вместе с Татсу, он пытается убедить Сараба покинуть Лигу убийц. Во флэшбеках Оливер и Масео пытаются обменять у Чайны Уайт Татсу на подделку «Альфы». Чайна Уайт замечает подделку, но напарникам всё же удаётся вызволить Татсу из плена. |            |                                                                            |                 |                                                                                     |                 |             |                     |
| 58 | 12         | «Uprising» «Восстание»                                                     | Джесси Варн     | Бет Шварц и Брайан Форд Салливан                                                    | 4 февраля 2015  | 3J5162      | 2,94                |
| Оливер заканчивает лечение и отправляется домой, в Старлинг-сити. Тем временем мэр выполняет указания Кирпича и приказывает всем полицейским покинуть Глэйдс. В ходе поисков Кирпича команда внезапно узнает, что Брикуэлл убил жену Малкольма Мерлина. Сам Мерлин, до этого разместивший в логове Стрелы скрытую камеру, тут же узнаёт об этом и, несмотря на уговоры Теи, собирается отправиться на охоту за Кирпичом. Он просит помощи команды, однако вместо сотрудничества команда сплачивает жителей Глэйдс против Кирпича. Брикуэлл сбегает в тёмный переулок, где лицом к лицу сталкивается с Мерлином. Мерлин избивает Кирпича и уже собирается убить его из пистолета, из которого когда-то Брикуэлл убил жену Малкольма, но тут появляется Оливер и отговаривает его, заявляя, что Мерлин должен измениться ради Теи. Кирпича арестовывают, полицейские возвращаются в Глэйдс. Оливер говорит Малкольму, что хочет тренироваться у него искусству владения мечом, чтобы при следующей встрече с Ра’сом аль Гулом, одолеть его. Во флэшбеках показана история того, как Мерлин попал в Лигу убийц. |            |                                                                            |                 |                                                                                     |                 |             |                     |
| 59 | 13         | «Canaries» «Канарейки»                                                     | Майкл Шульц     | Джейк Кобурн и Эмилио Ортега Олдрич                                                 | 11 февраля 2015 | 3J5163      | 2,67                |
| Оливер узнает, что Лорел теперь Чёрная канарейка и крайне недоволен этим. По совету Малкольма, Оливер открывает тайну Стрелы своей сестре Тее. Во время перевода в тюрьму Вернер Зайтл (новый Граф Вертиго) сбегает. Благодаря жучку, который Оливер повесил на Лорел, команда узнает, что она определила местоположение Зайтла, и выдвигаются ей на помощь. Но Зайтл вводит ей дозу Вертиго и Лорел начинает видеть Сару, которая говорит ей, что она недостойна занять место Канарейки. Появляются Оливер и Рой, заставляют Зайтла бежать и спасают Лорел. Однако Лорел позже вновь находит Зайтла и вновь оказывается отравлена, однако, вспомнив уроки Оливера, она сумела противостоять галлюцинации. На Тею нападает Чейз, но ему мешают Рой и Мерлин, в результате Чейз кончает жизнь самоубийством. После Оливер и Тея отправляются на Лиань Ю для тренировок. Во флэшбеках Масео и Оливер разделяются, однако, когда А. Р. Г. У. С. ловит Оливера, Масео возвращается, и Аманда Уоллер отвозит их в Старлинг-сити. |            |                                                                            |                 |                                                                                     |                 |             |                     |
| 60 | 14         | «The Return» «Возвращение»                                                 | Дермотт Даунс   | Марк Гуггенхайм и Эрик Олесон                                                       | 18 февраля 2015 | 3J5164      | 2,91                |
| Оливер и Тея тренируются на Лиан Ю. Тея говорит Оливеру, что знает о смерти Сары. Оливер решается и говорит Тее, что это она убила Сару, находясь под контролем Малкольма. Решив поговорить со Слэйдом Уилсоном, Оливер приходит к его камере и обнаруживает, что Уилсон сбежал. Оливер вместе с Теей приходят к могиле их отца, где Куин спрятал пистолет, который отдаёт Тее. Внезапно на них нападает Слэйд и вырубает обоих. Оливер и Тея приходят в себя в запертой камере Слэйда. Выбравшись, они вновь сталкиваются со Слэйдом и совместными усилиями одолевают его и возвращают обратно в камеру. Оливер и Тея возвращаются в Старлинг-сити. Тея говорит Малкольму, что больше не считает себя его дочерью. Во флэшбеках Аманда Уоллер даёт задание Оливеру и Масео следить за сотрудником Куин Консолидейтед, вступившим в сговор с Чайной Уайт. Они так и делают, в результате срывают аукцион по продаже части вируса. Однако Оливер сбегает из-под контроля Уоллер и узнаёт, что Тея принимает наркотики. Также ему показывают видео от отца, в котором говорится о списке. |            |                                                                            |                 |                                                                                     |                 |             |                     |
| 61 | 15         | «Nanda Parbat» «Нанда Парбат»                                              | Грегори Смит    | Сюжет: Венди Мерикл и Бен Соколовски Телесценарий: Эрик Олесон и Бен Соколовски     | 25 февраля 2015 | 3J5165      | 3,07                |
| Оливер и Тея продолжают свои тренировки с Мерлином. Тея узнает тайну смерти Сары и признаётся во всем Лорел. Лорел уверяет, что это не её вина. Также Тея заключает сделку с Лигой убийц по устранению её отца. Лорел вступает в схватку с Мерлином и тот с легкостью побеждает её. Но их прерывает Нисса, и бойцы Лиги похищают Мерлина. Оливер принимает решение отправиться в Нанда Парбат для спасения Малкольма, чтобы тем самым спасти Тею от потери её человечности, когда она осознает, что обрекла своего отца на смерть. Оливер и Джон проникают в Нанда Парбат, но попадают с ловушку Ра'са аль Гула. Вместо того, чтобы убить Оливера, Ра'с выражает своё уважение храбрости и силе Оливера и предлагает Оливеру сменить его на посту главы Лиги. Тем временем Тея признается во всём Ниссе и даёт ей шанс отомстить, а Рэй испытывает лётные возможности его законченного экзо-костюма А. Т. О. М. Во флэшбеках Оливер имеет разговор с генералом Мэтью Шривом, после чего тот обещает, что Куин может вернуться домой, если желает. По пути домой Оливер и семья Ямаширо подвергаются нападению. Убегая, Оливер спасается с сыном Масео. |            |                                                                            |                 |                                                                                     |                 |             |                     |
| 62 | 16         | «The Offer» «Предложение»                                                  | Дермотт Даунс   | Бет Шварц и Брайан Форд Салливан                                                    | 18 марта 2015   | 3J5166      | 2,56                |
| Ра’с аль Гул пытается убедить Оливера встать во главе Лиги убийц, и рассказывает, что вода в бассейне в Нанда Парбат обладает целебными свойствами, которые позволили ему прожить гораздо дольше обычного. Однако, целебные свойства становятся менее эффективными, поэтому Ра'c ищет преемника. В знак доброй воли Ра'c освобождает Джона и Мерлина и прощает все кровные долги. Оливер возвращается в Старлинг и отпускает Ниссу, к большому удивлению остальных членов команды. Оливер и его команда возвращаются к борьбе с преступностью, но капитан Лэнс отвергает их помощь, когда узнает, что Стрела лгал ему насчёт смерти Сары. Позже Оливер приходит к решению, что он не готов покончить со Стрелой. Оливер сообщает Сарабу о своём решении, на что тот предупреждает его о последствиях отказа Ра'су. Нисса, расстроенная предложением своего отца Оливеру, возвращается в Старлинг и предлагает Лорел стать её учителем. Ра'c аль Гул, переодетый в Стрелу, совершает убийство. Во флэшбеках в Гонконге Оливер и сын Масео продолжают скрываться и натыкаются на девушку, как две капли воды похожую на Шадо. |            |                                                                            |                 |                                                                                     |                 |             |                     |
| 63 | 17         | «Suicidal Tendencies» «Самоубийственные тенденции»                         | Джесси Варн     | Кето Шимидзу                                                                        | 25 марта 2015   | 3J5167      | 2,86                |
| Джон и Лайла снова поженились, но Аманда Уоллер прерывает медовый месяц, чтобы нанять их для выполнения задания Отряда Самоубийц по спасению из заложников сенатора Крэя. Вскоре выясняется, что похищение оказалось подставой, организованной Крэем, чтобы поднять его популярность и помочь в борьбе за кресло президента. Команда спасает заложников, но Флойд Лоутон (Дедшот) жертвует собой, чтобы остальные могли спастись. Полиция выдаёт ордер на арест Стрелы, и Рэй публично объявляет о своей помощи в его поимке. Оливер выясняет, что Ра'с аль Гул послал убийц, выдающих себя за Стрелу, чтобы тем самым заставить Оливера встать во главе Лиги убийц. В своем новом костюме А. Т. О. М.а Рэй находит Стрелу и с помощью сканирования лица выясняет, кто скрывается под маской и капюшоном. После того, как Лорел отказывается принимать улики Рэя против Оливера, тот решает взять всё в свои руки. Выманив Стрелу на фабрику, он вступает с ним в бой, но лучнику удается обездвижить костюм Рея. И после он убеждает Палмера, что его подставили. Позднее Сараб, переодетый в Стрелу, убивает мэра на глазах у многочисленных свидетелей. Во флешбеках Флойд Лоутон сталкивается с проблемами социализации по возвращению из армии, в итоге его жена и дочь уходят от него. Будучи в тюрьме, Флойд получает заказ от организации У. Л. Е. Й. на убийство Эндрю Диггла, брата Джона. |            |                                                                            |                 |                                                                                     |                 |             |                     |
| 64 | 18         | «Public Enemy» «Враг народа»                                               | Дуайт Литтл     | Марк Гуггенхайм и Венди Мерикл                                                      | 1 апреля 2015   | 3J5168      | 2,48                |
| Полиция преследует Стрелу за убийство мэра. Рэй, получивший в кабинете мэра ранение, попадет в больницу, где выясняется, что в его мозгу образовался тромб, который можно вылечить только новейшей разработкой Рэя (нанороботами, вводимыми в кровь). Фелисити несмотря на риск убить Рэя вводит ему нанороботов. Тем временем Масео пытается убедить Оливера, что убийства продолжатся до тех пор, пока Стрела не станет наследником Ра'са. Сам Ра'с похищает Лэнса и раскрывает ему тайну личности Стрелы, которую Лэнс рассказывает всем. Оливера арестовывают, но Рой, переодевшись Стрелой, сдаётся полиции вместо него. Во флэшбеках Оливер встречает Мэй, сестру-близнеца Шадо, и сообщает ей о судьбе сестры и отца. |            |                                                                            |                 |                                                                                     |                 |             |                     |
| 65 | 19         | «Broken Arrow» «Сломанная стрела»                                          | Даг Аарниокоски | Сюжет: Джейк Кобурн Телесценарий: Бен Соколовски и Брайан Форд Салливан             | 15 апреля 2015  | 3J5169      | 2,47                |
| Рой заключён в Айрон Хайтс как Стрела, где вынужден терпеть регулярные атаки со стороны других заключённых. С Оливера сняты все обвинения и он начинает строить планы, как вытащить напарника из тюрьмы. Тем временем в Старлинг объявляется метачеловек Джей Симмонс, в результате чего Оливеру нужна помощь Рэя / Атома. После неудачной попытки, Оливер соединяется с костюмом Атома через нейросеть и использует свои бойцовые навыки и возможности костюма, чтобы победить Симмонса и отправить его в тюрьму в ускорителе С. Т. А. Р. Лабс. Пока Оливер и Рэй разбираются с Симмонсом, Ра'с наносит визит Тее и в ходе непродолжительной схватки смертельно ранит её. Рой же фальсифицирует свою смерть при помощи А. Р. Г. У. С.а и вынужден покинуть город. Во флэшбеках Оливер проникает в здание А. Р. Г. У. С.а и выясняет, что генерал Шрив, втайне ото всех, хочет выпустить вирус в Гонконге. Оливер, Татсу и Масео крадут у него вакцину, а также планы распространения вируса, и отправляются в город. |            |                                                                            |                 |                                                                                     |                 |             |                     |
| 66 | 20         | «The Fallen» «Падший»                                                      | Антонио Негрет  | Венди Мерикл и Оскар Бальдеррама                                                    | 22 апреля 2015  | 3J5170      | 2,72                |
| Оливер находит раненную Тею и врачи успевают стабилизировать её состояние. Масео звонит Оливеру и предлагает выбор: или смерть Теи, или Оливер становится наследником Ра'са. Несмотря на предупреждения Мерлина насчёт того, что Яма Лазаря хоть и излечивает, но меняет людей, Оливер забирает Тею и отправляется в Нанда Парбат. Тея излечена, но находится в состоянии безумной агрессии и её приходится успокоить. Фелисити тем временем сообщает команде, что Оливер так просто отсюда не уйдет, а когда Оливер теряет сознание по неизвестной причине, они пытаются унести его, но на них нападает Лига. Оливер в самый последний момент просыпается и объявляет себя наследником Ра'са. Его друзья без него, но с Теей, покидают Нанда Парбат. Оливер же забывает старую жизнь и становится членом Лиги как Аль Сах-хим. Во флэшбеках Оливер, Татсу и Масео пытаются разрушить планы Шрива, но в процессе разбивают ампулу с вирусом. |            |                                                                            |                 |                                                                                     |                 |             |                     |
| 67 | 21         | «Al Sah-him» «Аль Сах-хим»                                                 | Тор Фройдентал  | Сюжет: Бет Шварц Телесценарий: Брайан Форд Салливан и Эмилио Ортега Олдрич          | 29 апреля 2015  | 3J5171      | 2,39                |
| Оливер начал своё обучение, цель которого разрушить его душу настолько, чтобы он оставался предан Лиге и личности Аль Сах-хима. Позже Ра'с рассказывает Оливеру о временах, когда он сам и его друг, Дэмиан Дарк, были наследниками предыдущего Ра'са аль Гула. Они боролись за право стать новым Ра'сом и Дэмиан проиграл. Воспользовавшись колебанием победителя, Дэмиан сбежал, прихватив с собой образец воды из Ямы Лазаря и впоследствии основав собственную организацию. Официально объявив Оливера членом Лиги, Ра'с направляется в Старлинг за своей дочерью, Ниссой. Нисса оказывает сопротивление, сражаясь против Лиги и Оливера, объединив силы с друзьями Оливера. Аль Сах-хим похищает Лайлу, чтобы вынудить свою бывшую команду выдать Ниссу Лиге, но вместо этого провоцирует на новое противостояние. Диггл почти проигрывает Аль Сах-химу, но ему помогает Тея. Тем не менее Нисса захвачена Лигой. В наказание за предательство она должна выйти замуж за Аль Сах-хима. Оливеру же предстоит разрушить Старлинг вирусом «Альфа и Омега». Во флэшбеках Оливер, Татсу и Масео наблюдают, как жители Гонконга, включая сына Татсу и Масео, постепенно заражаются вирусом. |            |                                                                            |                 |                                                                                     |                 |             |                     |
| 68 | 22         | «This Is Your Sword» «Это твой меч»                                        | Венди Станцлер  | Сюжет: Эрик Олесон Телесценарий: Бен Соколовски и Брайан Форд Салливан              | 6 мая 2015      | 3J5172      | 2,54                |
| После того, как Оливер покинул команду, патрулирование Старлинга продолжилось. Оливер узнаёт, что именно Масео передал вирус Лиге. После, покинув замок, он встречается с Малкольмом и выясняется, что становление Оливера Аль Сах-химом было хитрым трюком, целью которого является разрушение Лиги изнутри. Однако планы Ра'са разрушить Старлинг вынуждают обоих раскрыть команде правду. Узнав всё, команда объединяет силы с Татсу / Катаной и отправляется в Нанда Парбат. Там Татсу успевает убить Масео прежде, чем их поймают. Всех членов команды запирают в клетке и оставляют умирать от вируса. Во флэшбеках Оливеру, Татсу и Масео остается наблюдать за тем, как Акио умирает, так как вакцина уже бесполезна. В отчаянии они обращаются к Шриву, но этим только дают себя поймать. |            |                                                                            |                 |                                                                                     |                 |             |                     |
| 69 | 23         | «My name is Oliver Queen» «Меня зовут Оливер Куин»                         | Джон Беринг     | Сюжет: Грег Берланти и Эндрю Крайсберг Телесценарий: Марк Гуггенхайм и Джейк Кобурн | 13 мая 2015     | 3J5173      | 2,83                |
| Команда не умирает от вируса, так как Мерлин без их ведома привил им вакцину на основе крови Оливера. Появляется Флэш и обезвреживает всю охрану замка, после чего команда отправляется обратно в Старлинг. Там же Оливер раскрывает Ниссе правду и они оба обезвреживают сопровождающих их членов Лиги. Однако Ра'с сбегает, прихватив с собой вирус, и клянётся уничтожить город сам. Он организует четыре точки взрыва для полномасштабного распространения вируса, однако Фелисити определяет их местонахождение. Команда, а также капитан Лэнс со спецназом, обезвреживает биооружие. Оливер побеждает Ра'са, но в этот момент в него стреляет полицейский снайпер. Оливера спасает Фелисити в костюме Атома. После последних событий Оливер решает перестать быть героем и уезжает вместе с Фелисити из города. Малкольм становится новым Ра'сом аль Гулом. Рэй решает использовать в костюме кое-какую идею и в Палмер Технолоджес происходит взрыв. Во флэшбеках Оливер хватает Шрива и пытает его часами, пока Масео не убивает генерала. После Масео оставляет жену в горе и уезжает, а Оливер решает забыть о прошлом. |            |                                                                            |                 |                                                                                     |                 |             |                     |

## Музыка
13 сентября 2015 года лейбл WaterTower Music выпустил диск с саундтреком к третьему сезону сериала «Стрела». Автором всех композиций стал Блэйк Нили. В одном из своих интервью Нили на вопрос о том, что повлияло на темы Нанда-Парбата и Лиги убийц, ответил так: «Ра’с аль Гул был одним из моих любимых персонажей среди тех, для кого я сочинял музыку. Мне пришлось изучить ближневосточные звукоряды, гармонии и инструментовки. Его владение — Нанда-Парбат — было насыщено мистикой и воспринималось как другой мир и другое время. Они были злобными и мрачными. Поэтому я был в восторге от возможности таким образом расширить палитру, добавив женский вокал, дудук, восточные ударные. Мне не кажется, что на меня повлияла какая-то конкретная музыка… В этом сезоне я уже скучаю по Нанда-Парбату и с нетерпением жду возвращения к Мерлину и Яме Лазаря».
| Оценки критиков | Оценки критиков |
| Источник        | Оценка          |
| --------------- | --------------- |
| Soundtrack Geek | [ 121 ]         |

| №                   | Название                               | Длительность |
| ------------------- | -------------------------------------- | ------------ |
| 1.                  | «Team Arrow Takedown»                  | 1:55         |
| 2.                  | «Mean Streets of Hong Kong»            | 3:02         |
| 3.                  | «Sara Silenced»                        | 3:39         |
| 4.                  | «Searching Monastery / Merlyn Is Back» | 2:34         |
| 5.                  | «Like Father, Like Daughter»           | 2:27         |
| 6.                  | «Laurel Takes on a Dangerous Game»     | 2:17         |
| 7.                  | «Ra's Al Guhl»                         | 1:17         |
| 8.                  | «See It, Remember»                     | 2:17         |
| 9.                  | «A Threat with Incentive»              | 2:12         |
| 10.                 | «Merlyn Brings News»                   | 2:32         |
| 11.                 | «Team Continues Without Oliver»        | 3:17         |
| 12.                 | «A Father Mourns»                      | 2:04         |
| 13.                 | «Taking on Brick»                      | 1:24         |
| 14.                 | «Oliver Returns / Thea Learns Secret»  | 3:43         |
| 15.                 | «Someone You Love»                     | 3:27         |
| 16.                 | «Laurel Fights Her Demons»             | 3:50         |
| 17.                 | «How Do You Lie to Me»                 | 1:49         |
| 18.                 | «Atom Flies»                           | 3:04         |
| 19.                 | «Forgive Us / Goodbye to Roy»          | 4:28         |
| 20.                 | «Felicity Pleads with Ra's»            | 2:59         |
| 21.                 | «Convince Him»                         | 2:14         |
| 22.                 | «Escape Through Catacombs»             | 1:39         |
| 23.                 | «Fighting His Own / Need a New Life»   | 3:59         |
| 24.                 | «Storming the Castle»                  | 4:57         |
| 25.                 | «Black Wedding»                        | 2:59         |
| 26.                 | «To the Death / They Will Kneel»       | 3:17         |
| 27.                 | «To a Better Place»                    | 0:54         |
| Общая длительность: | Общая длительность:                    | 1:17:16      |

## Кроссовер с «Флэшем»
Первые признаки предстоящего кроссовера начали наблюдаться после того, как в течение телевизионного сезона 2013—2014 в «Стреле» появились Барри Аллен, Циско Рамон и Кейтлин Сноу, которые потом стали основными персонажами «Флэша». В июле 2014 года было объявлено, что восьмые эпизоды первого сезона «Флэша» и третьего сезона «Стрелы» станут двухчасовой серией кроссоверов. В рамках третьего сезона телесериала «Стрела» вышла вторая часть кроссовера, получившая название «Отважный и смелый», её премьера состоялась 3 декабря 2014 года. Эпизод «разделил своё название… с существующей долгое время серией DC Comics о команде героев». В качестве гостей в «Отважном и смелом» вновь появились актёры основного состава телесериала «Флэш» Грант Гастин, Карлос Вальдес и Даниэль Панабэйкер. В сентябре 2014 года стало известно, что в роли главного злодея в кроссовере появится известный по сериалу «Спартак: Кровь и песок» актёр Ник Э. Тарабей. Кроме того в эпизоде появились Синтия Аддай-Робинсон и Одри Мари-Андерсон.
Среди серий «Стрелы» кроссовер по количеству зрителей уступил лишь пилотному эпизоду, вышедшему 10 октября 2012 года, однако оказался успешнее его по рейтингу среди публики в возрасте от 18 до 49 лет. По сравнению с эпизодом «Отложи свой лук» заметен рост на 46 % и 56 % в общем объёме телеаудитории и рейтинге от 18 до 49 соответственно, что сделало его самым популярным из передач среды в сетке канала The CW за предыдущие два года. Отзывы критиков были также исключительно положительными, некоторые из них назвали «Отважного и смелого» лучшим эпизодом третьего сезона, а главный антагонист эпизода, Капитан Бумеранг, был назван лучшим злодеем сезона.

## Показ и критика
Сезон выходил по средам в 20:00 по североамериканскому восточному времени на канале The CW с 8 октября 2014 года по 13 мая 2015 года. В Великобритании он выходил на канале Sky1 начиная с 30 октября 2014 года, в Канаде — на канале CTV. В день премьеры следующего сезона 3-й сезон начал транслироваться каналом Netflix. В России показ серий осуществлялся каналом Sony Sci-Fi начиная с 31 мая 2016 года.

### Рейтинги
В среднем сезон посмотрело 3,52 миллиона зрителей, ранг среди всех шоу сезона — 135.
| №  | Серия                              | Премьера             | Рейтинг (18-49) | Зрителей (миллионов) | DVR (18-49) | Зрителей DVR (миллионов) | Всего (18-49) | Всего зрителей (миллионов) |
| -- | ---------------------------------- | -------------------- | --------------- | -------------------- | ----------- | ------------------------ | ------------- | -------------------------- |
| 1  | Затишье                            | 8 октября 2014 года  | 1.0             | 2.83                 | 0.4         | TBA                      | 1.4           | TBA                        |
| 2  | Сара                               | 15 октября 2014 года | 0.8             | 2.32                 | 0.6         | TBA                      | 1.4           | TBA                        |
| 3  | Корто Мальтезе                     | 22 октября 2014 года | 0.9             | 2.55                 | TBA         | TBA                      | TBA           | TBA                        |
| 4  | Фокусник                           | 29 октября 2014 года | 1.0             | 2.49                 | TBA         | TBA                      | TBA           | TBA                        |
| 5  | Тайна происхождения Фелисити Смоук | 5 ноября 2014 года   | 1.1/3           | 2.73                 | TBA         | TBA                      | TBA           | TBA                        |
| 6  | Виновен                            | 12 ноября 2014 года  | 0.9/3           | 2.60                 | 0.6         | TBA                      | 1.5           | TBA                        |
| 7  | Отложи свой лук                    | 19 ноября 2014 года  | 0.9/3           | 2.64                 | 0.6         | TBA                      | 1.5           | TBA                        |
| 8  | Отважный и смелый                  | 3 декабря 2014 года  | 1.4/4           | 3.92                 | TBA         | TBA                      | TBA           | TBA                        |
| 9  | Подъём                             | 10 декабря 2014 года | 1.1/3           | 3.06                 | TBA         | TBA                      | TBA           | TBA                        |
| 10 | Оставленное позади                 | 21 января 2015 года  | 1.1/3           | 3.06                 | 0.7         | TBA                      | 1.8           | TBA                        |
| 11 | Полуночный город                   | 28 января 2015 года  | 1.1/3           | 2.91                 | 0.7         | TBA                      | 1.8           | TBA                        |
| 12 | Восстание                          | 4 февраля 2015 года  | 1.2/4           | 2.94                 | TBA         | TBA                      | TBA           | TBA                        |
| 13 | Канарейки                          | 11 февраля 2015 года | 1.1/3           | 2.67                 | TBA         | TBA                      | TBA           | TBA                        |
| 14 | Возвращение                        | 18 февраля 2015 года | 1.2/4           | 2.91                 | TBA         | TBA                      | TBA           | TBA                        |
| 15 | Нанда Парбат                       | 25 февраля 2015 года | 1.1             | 3.07                 | TBA         | TBA                      | TBA           | TBA                        |
| 16 | Предложение                        | 18 марта 2015 года   | 0.9/3           | 2.56                 | 0.7         | TBA                      | 1.6           | TBA                        |
| 17 | Самоубийственные тенденции         | 25 марта 2015 года   | 1.0/3           | 2.86                 | 0.8         | TBA                      | 1.8           | TBA                        |
| 18 | Враг народа                        | 1 апреля 2015 года   | 0.8/3           | 2.48                 | 0.6         | TBA                      | 1.4           | TBA                        |
| 19 | Сломанная стрела                   | 15 апреля 2015 года  | 0.9/3           | 2.47                 | 0.7         | TBA                      | 1.6           | TBA                        |
| 20 | Падший                             | 22 апреля 2015 года  | 1.0/3           | 2.72                 | TBA         | TBA                      | TBA           | TBA                        |
| 21 | Аль Сах-хим                        | 29 апреля 2015 года  | 0.9             | 2.39                 | TBA         | TBA                      | TBA           | TBA                        |
| 22 | Это твой меч                       | 6 мая 2015 года      | 1.0/3           | 2.54                 | 0.7         | TBA                      | 1.7           | TBA                        |
| 23 | Меня зовут Оливер Куин             | 13 мая 2015 года     | 1.0/4           | 2.83                 | 0.7         | TBA                      | 1.7           | TBA                        |

### Отзывы
На сайте Rotten Tomatoes третий сезон телесериала «Стрела» имеет 100 % свежести со средним рейтингом 8,55 из 10. В то же время отзывы критиков не были столь однозначно положительны. Джесси Шедин из IGN поставил сезону оценку 6,9 из 10 и отметил, что, несмотря на «несколько сильных эпизодов», «более удачное использование злодеев и второстепенных персонажей» и «впечатляющую хореографию», сезон не оправдал высоких ожиданий и не сумел поддержать уровень, установленный в первые два года. По мнению Шедина, сюжетная линия флэшбеков в этом сезоне скучна, а финал шаблонен. Основной проблемой сериала в этом году критик назвал то, что создатели не использовали потенциал неожиданных поворотов сюжета, в результате чего «импульс от них просто сходил на нет», а также то, что Ра’c аль Гул и Лига убийц слишком поздно были ясно обозначены как главные антагонисты сезона (а то, какая именно опасность от них исходит, стало ясно ещё позже). Лучшими эпизодами сезона Шедин назвал кроссовер с «Флэшем» и финал полусезона. Эрик Кейн, пишущий для журнала Forbes, раскритиковал многие сценарные решения третьего сезона. Прежде всего это касалось смерти Сары Лэнс и её последствий — по мнению Кейна, создатели убрали одного из лучших персонажей, причём сделали это слишком рано и без особой нужды. Кроме того, Кейн связал убийство Сары Лэнс с романтической линией Оливера и Фелисити (при этом раскритиковав их в качестве пары влюблённых): по его определению, Лару убили, чтобы освободить место для этой сюжетной линии. Вкупе с другими проблемами, такими как радикальная смена позиций Лорел и её отца по отношению к Стреле, по мнению рецензента сделало сериал похожим на «мыльную оперу». На сайте Movie Pilot Джон Лалли тоже высказал серьёзную озабоченность по поводу романтической линии, не стесняясь таких определений как «горячечный бред CW» и «превращение Стар-сити в Бухту Доусона».
В своей рецензии для Den of Geek Роб Лин перечислил многочисленные проблемы третьего сезона «Стрелы». В первую очередь было подчёркнуто «жонглирование» слишком большим количеством злодеев (включая реинкарнации уже выбывших ранее) и положительных персонажей, в результате чего не всегда удаётся найти время для развития главного героя. Лин также посетовал на слишком большое экранное время, получаемое Фелисити; хотя эта героиня стала любимицей поклонников сериала, её популярность, по его мнению, стала настолько большой, что порой вредит развитию основного сюжета: «Был ли нам нужен целый эпизод о её „тайне происхождения“? Нужно ли нам было потратить столько времени на её роман с Рэем, когда очевидно, что ей суждено в конце быть с Олли? Возможно, ответ на оба этих вопроса „нет“». Единственным впечатляющим моментом критик посчитал битву Оливера на мечах с Ра’сом в финале полусезона, отметив «реальное чувство опасности» и постановку поединка, хотя и было понятно, что неведение, в котором зрителя оставляла концовка боя, будет в дальнейшем развеяно. В другом отзыве мотивы главы Лиги убийц были оценены как плохо определённые, а поворот сюжета, согласно которому он намерен передать своё место Оливеру, не получившим достойного разрешения, не считая того, что для Старлинг-сити в очередной раз возникла экологическая угроза.
Крис Кинг, критик из TV Overmind, обозначил в третьем сезоне две основные проблемы, связав их с определёнными персонажами — Малкольмом Мерлином и Ра’с аль Гулом. Во втором случае он находит показанные в сериале мотивы аль Гула (в том числе его стремление сделать Оливера своим преемником) непродуманными и неубедительными, а актёр, по его мнению, не смог удержать «мистическую атмосферу, которой был окутан персонаж в двух первых эпизодах», на протяжении всего сезона. Перейдя к Малькольму Мерлину, критик положительно оценил его роль «друга-врага» команды Стрелы, но отметил, что главный герой на протяжении сезона принимает по его вине множество «невероятно сомнительнных решений». Критик пишет, что появления этого персонажа часто выглядели как попытки сценаристов любой ценой оставить Джона Барроумэна в сериале, а то, что Оливер позволил Малькольму уйти от ответственности и даже возглавить Лигу убийц после того, как тот, манипулируя Теей, заставил её убить Сару, названо неискренним и неправдоподобным. Помимо вышеуказанных проблем рецензенты обратили внимание на многочисленные случаи «плагиата» историй о Бэтмене. В частности они отметили ряд врагов Бэтмена, появившихся в сериале, выбор Ра’са аль Гула на роль главного антагониста сезона, а также момент, в который Ра’с предлагает Оливеру занять место его преемника, где почти полностью скопирована сцена с главой Лиги убийц и Брюсом Уэйном из комиксов о Бэтмене.

### Награды
| Год  | Награда               | Категория                                              | Кому/чему                         | Результат |
| ---- | --------------------- | ------------------------------------------------------ | --------------------------------- | --------- |
| 2015 | Saturn Awards         | Лучшая телевизионная адаптация истории про супергероев | «Стрела»                          | Номинация |
| 2015 | Leo Awards            |                                                        | «Стрела»                          |           |
| 2015 | Прорыв года — Актриса | Эмили Бетт Рикардс («Оставленное позади»)              | Номинация                         |           |
| 2015 | Teen Choice Awards    | ТВ-сериал года: фантастика или фэнтези                 | «Стрела»                          | Номинация |
| 2015 | Teen Choice Awards    | Актёр года: фантастика или фэнтези                     | Стивен Амелл                      | Номинация |
| 2015 | Teen Choice Awards    | Актриса года: фантастика или фэнтези                   | Эмили Бетт Рикардс                | Номинация |
| 2015 | Teen Choice Awards    | Любимый поцелуй на ТВ                                  | Стивен Амелл и Эмили Бетт Рикардс | Номинация |
| 2015 | Teen Choice Awards    | Лучший злодей на ТВ                                    | Мэтью Нэйбл / Ра’с аль Гул        | Номинация |
| 2015 | PRISM Awards          | Лучшая актёрская игра в многосерийной драме            | Кэти Кэссиди                      | Победа    |

## Релиз
Третий сезон «Стрелы» в США вышел на DVD 22 сентября 2015 года в виде набора из 5 дисков, за 16 дней до премьеры четвёртого сезона. Несмотря на критические отзывы, издание попало в 30 самых продаваемых на той неделе DVD, заняв 15-е место с 16 239 покупателями и почти 633 тысячами долларов выручки и отстав от первого сезона «Флэша» лишь на 2 позиции. Тем не менее, уже по итогам следующей недели DVD с третьим сезоном сериала покинули список лидеров продаж. В Великобритании сезон вышел на DVD 28 сентября 2015 года, в Австралии — 23 сентября 2015 года. На Blu-Ray в Регионе A сериал был издан 22 сентября, а в Регионе B — 28 сентября 2015 года. Также третий сезон распространялся путём цифровой дистрибуции на сервисах iTunes и Amazon Video
| Стрела: Полный третий сезон | | | | | |
| Информация об издании | Информация об издании | Дополнительный контент | Дополнительный контент | Дополнительный контент | Дополнительный контент |
| - 23 эпизода - Набор из 5 дисков (DVD) или 4 дисков (Blu-Ray) - Изображение в формате 1,78:1 - Звук: английский в Dolby Digital 5.1 - Английские, французские, испанские, датские, голландские, финские, итальянские, норвежские и шведские субтитры | - 23 эпизода - Набор из 5 дисков (DVD) или 4 дисков (Blu-Ray) - Изображение в формате 1,78:1 - Звук: английский в Dolby Digital 5.1 - Английские, французские, испанские, датские, голландские, финские, итальянские, норвежские и шведские субтитры | - 45-минутный комментарий к серии «Затишье» - Комментарий к сцене сражения Оливера Куина и Ра’са аль Гула из серии «Подъём» - Удалённые сцены - Видео, посвящённое созданию костюмов - Видео-интервью с Брэндоном Рутом в костюме Атома - Декорации Нанда Парбат: Деконструкция | - 45-минутный комментарий к серии «Затишье» - Комментарий к сцене сражения Оливера Куина и Ра’са аль Гула из серии «Подъём» - Удалённые сцены - Видео, посвящённое созданию костюмов - Видео-интервью с Брэндоном Рутом в костюме Атома - Декорации Нанда Парбат: Деконструкция | - 45-минутный комментарий к серии «Затишье» - Комментарий к сцене сражения Оливера Куина и Ра’са аль Гула из серии «Подъём» - Удалённые сцены - Видео, посвящённое созданию костюмов - Видео-интервью с Брэндоном Рутом в костюме Атома - Декорации Нанда Парбат: Деконструкция | - 45-минутный комментарий к серии «Затишье» - Комментарий к сцене сражения Оливера Куина и Ра’са аль Гула из серии «Подъём» - Удалённые сцены - Видео, посвящённое созданию костюмов - Видео-интервью с Брэндоном Рутом в костюме Атома - Декорации Нанда Парбат: Деконструкция |
| Даты выхода на DVD | | | | | |
| Регион 1 | Регион 1 | Регион 2 | Регион 2 | Регион 4 | Регион 4 |
| 22 сентября 2015 года | 22 сентября 2015 года | 28 сентября 2015 года | 28 сентября 2015 года | 23 сентября 2015 года | 23 сентября 2015 года |
| Даты выхода на Blu-Ray | | | | | |
| Регион A | Регион A | Регион A | Регион B | Регион B | Регион B |
| 22 сентября 2015 года | 22 сентября 2015 года | 22 сентября 2015 года | 28 сентября 2015 года | 28 сентября 2015 года | 28 сентября 2015 года |

### Локации
1. ↑  Стадион Би-Си Плэйс; 777 Pacific Boulevard, Vancouver, BC V6Z 2X7, Canada: 49°16′36″ с. ш. 123°06′43″ з. д.HGЯO
2. ↑  Buller Studio; 7320 Prenter Street, Burnaby, BC V5J 4S5, Canada: 49°13′00″ с. ш. 122°58′36″ з. д.HGЯO
3. ↑  Завод Terminal City Iron Works; 1909 Franklin St, Vancouver, BC V5L 4C5, Canada: 49°16′59″ с. ш. 123°03′52″ з. д.HGЯO
4. ↑  Музей Rogers Sugar Mill; B.C. Sugar Museum, 123 Rogers St, Vancouver, BC V6A 3N2, Canada: 49°16′57″ с. ш. 123°04′58″ з. д.HGЯO
5. ↑  Верфь Allied Shipbuilders; 1870 Harbour Road, North Vancouver, BC V7H, Canada: 49°18′03″ с. ш. 123°01′20″ з. д.HGЯO
6. ↑  Гостиница Fairmont Pacific Rim; 1038 Canada Place, Vancouver, BC V6C, Canada: 49°17′17″ с. ш. 123°07′00″ з. д.HGЯO
7. ↑  Ночной клуб Aura; 1180 Granville Street, Vancouver, BC V6Z 1L8, Canada: 49°16′39″ с. ш. 123°07′33″ з. д.HGЯO
8. ↑  Китайский сад доктора Сун Ят-Сена; DR. Sun Yat-Sen Classical Chinese Garden, 578 Carrall St, Vancouver, BC V6A 4H5, Canada: 49°16′46″ с. ш. 123°06′13″ з. д.HGЯO
9. ↑  Поместье Каса Мия; 1920 SW Marine Dr, Vancouver, BC V6P 6B2, Canada: 49°12′40″ с. ш. 123°09′05″ з. д.HGЯO
10. ↑  Пик Граус Маунтин; Grouse Mountain, 6400 Nancy Greene Way, North Vancouver, BC V7R 4K9, Canada: 49°22′46″ с. ш. 123°04′54″ з. д.HGЯO
11. ↑  Дамба Кливленда; Dam Rd, North Vancouver, BC V7R, Canada: 49°21′37″ с. ш. 123°06′39″ з. д.HGЯO